# Pollastre fregit

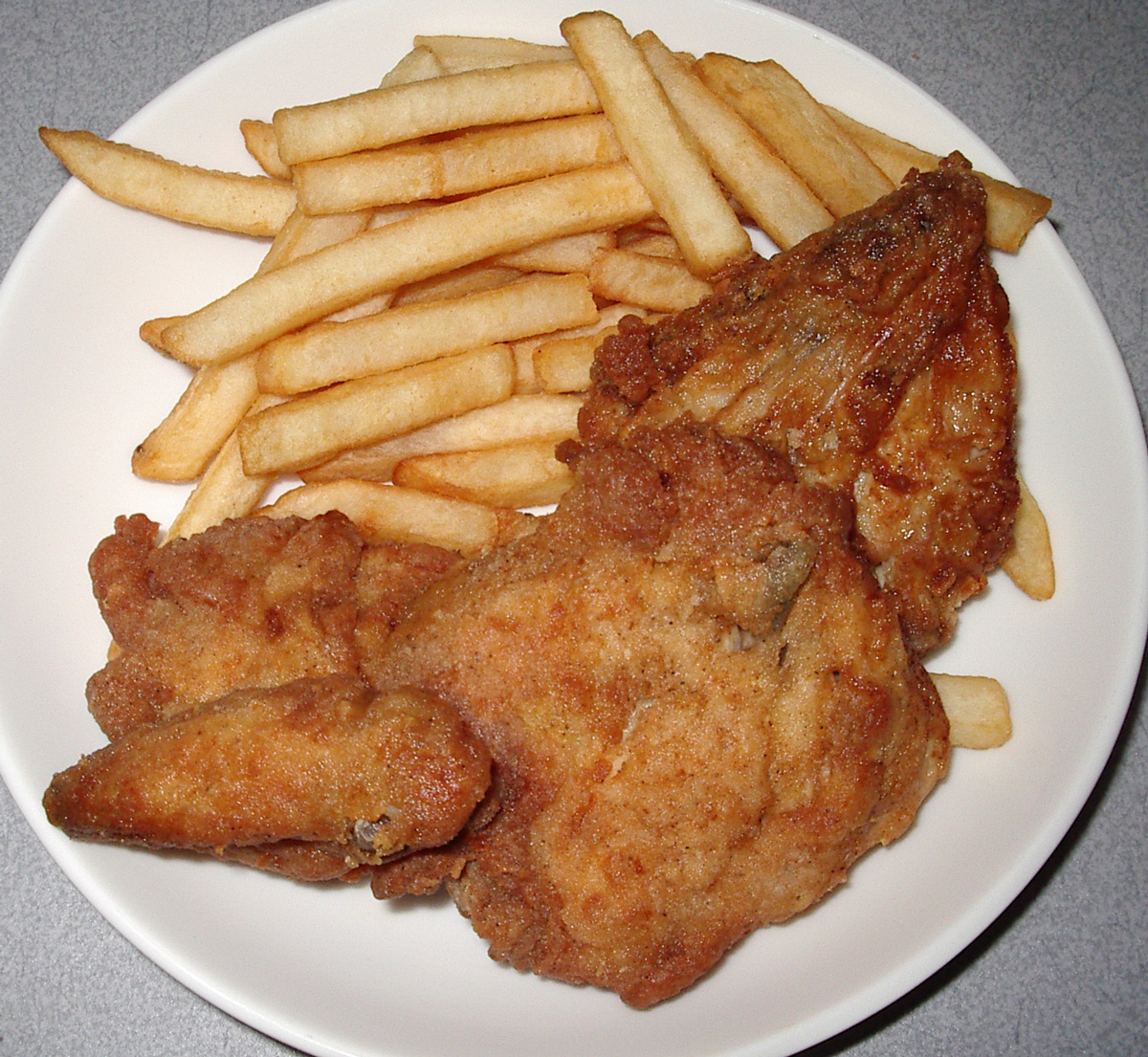
Pollastre fregit amb patates fregides.

El pollastre fregit és un plat que consisteix en trossos de pollastre arrebossats i fregits. El procés de fregir-lo el deixa amb una crosta cruixent a l'exterior. Normalment no es treu la pell, i en el pollastre fregit bo la pell no ha d'absorbir massa greix perquè sigui cruixent, al voltant d'una carn sucosa. El pollastre normalment es trenca a les articulacions, deixant intacte els ossos. No se sap per cert d'on prové, però s'associa amb la cuina estatunidenc, i en particular amb el sud del país.
Per fer-lo, el pollastre primer es divideix en parts -- pits, cuixes, i ales. Pot ser marinat, sovint amb la llet o amb el buttermilk (una forma de llet fermentada). Els trossos es cobren amb farina assaonada o amb una combinació de farina o pa ratllat amb líquids com ara llet o ou amb espècies i sal. Després els trossos es fregeixen en saïm o oli vegetal, més típicament en una fregidora, però existeixen versions fregides en paella.

## Origen i història
L'origen del pollastre fregit és desconegut; és cert que la tècnica d'arrebossar o combinar trossos de menjar amb massa i fregir-los existia en Europa durant el període medieval, com per exemple per a fer els bunyols o croquetes. Els immigrants europeus als Estats Units més típicament rostien el pollastre al forn, però se sap que als escocesos li agradaven els aliments fregits. La immigració d'Escòcia es concentrà al sud dels Estats Units, i no se sap si el pollastre fregit fou inventat als Estats Units o portat allà pels immigrants.
S'especula que la popularitat del plat als Estats Units sigui el resultat de noves races de porcs més grans, creant un sobrant de saïm durant el segle xix. La disponibilitat de saïm va conduir a consumpció de més aliments amb ell, incloent pastissos i pans fets amb saïm i aliments fregits. És cert que aquests aliments són típics del sud del país, regió agrícola on es criaven molts porcs. A més, el pollastre, aleshores, era un animal barat de criar a causa de no necessitar molt d'espai, fent-lo popular amb la població d'esclaus. El pollastre fregit encara s'associa amb l'estil de cuina anomenat "soul food", típica de la cultura afroamericana. Aquesta associació ha estat el subjecte d'estereotips i humor racista als Estats Units, encara que el pollastre fregit roman molt popular amb la població blanca del sud i, de fet, amb tota la població del país.

## Avui
Al sud dels Estats Units, encara es considera el pollastre fregit un plat típic del sopar els diumenges i per ocasions especials, malgrat que fer-lo a casa és menys comú avui dia. El pollastre fregit és un plat imprescindible als restaurants que serveixen la cuina del sud o la cuina afroamericana. També hi ha diversos restaurants de menjar ràpid especialitzats en ell, entre altres la cadena Kentucky Fried Chicken, amb restaurants en més que 100 països. El plat és particularment popular al Regne Unit, on els noms dels restaurants normalment fan referència al sud dels Estats Units; sovint el pollastre que serveixen és halal per a atreure clients musulmans.

## Plats semblants
- Buffalo wing, un altre plat de pollastre fregit estatunidenc
- Nugget de pollastre, un tipus de croqueta feta de pollastre picat i típic del menjar ràpid estatunidenc
- Pollastre fregit coreà (양념 치킨, yangnyeom chikin)
- Pollastre fregit cruixent (炸子雞, zhàzījī), plat cantonès